# 柳谷郁子
柳谷 郁子（やなぎたに いくこ、1937年5月2日 - ）は、日本の小説家、随筆家。文学同人誌『播火』主宰・編集長。〈播磨の黒田武士顕彰会〉理事。日本ペンクラブ会員。日本文藝家協会会員。

## 経歴・人物
長野県岡谷市生まれ。長野県諏訪二葉高等学校を経て、1961年早稲田大学教育学部英語英文学科を卒業する。1987年、第1回神戸新聞文芸賞小説部門優秀賞を受賞する。1997年、『月柱』で第14回大阪女性文芸賞を、『藤村の海』で第3回小諸・藤村文学賞を受賞する。2009年、黒田官兵衛を主人公にしたNHK大河ドラマの実現を目指す運動の一環で、絵本『官兵衛さんの大きな夢』を執筆する。同作品は、「官兵衛の生き方を通して、子どもたちに夢や希望を抱いてほしい」という思いから、わかりやすい言葉を選んで文章を書いたという。

## 作品リスト

### 小説
- 風の紋章 留置ナンバー婦・55（1994年12月 ほおずき書籍）
  - 【新装版】風の紋章 留置ナンバー・婦55（2015年9月 ほおずき書籍）
- 赤いショール てのひらの小説集（1995年10月 ほおずき書籍）
- 月が昇るとき（1995年10月 ほおずき書籍）
- 月柱（1999年1月 読売新聞社）
- 花ぎらい 柳谷郁子掌篇集（2002年2月 ほおずき書籍）
- 夏子の系譜（2005年12月 三月書房）
- 真夏 十六歳のエチュード（2012年11月 鳥影社）

### 絵本
- 官兵衛さんの大きな夢（2009年11月 神戸新聞総合出版センター） - 絵：本山一城 (黒田官兵衛の生涯)
- 雲平先生はいつも (2020年4月 神戸新聞総合出版センター) - 絵：本山一城 (亀山雲平の生涯)

### エッセイ
- 想いのままに 柳谷郁子エッセイ集（1996年11月 ほおずき書籍）
- 諏訪育ち（2002年1月 三月書房）

### ノンフィクション
- 望郷 姫路広畑俘虜収容所通譯日記（2011年12月 鳥影社）